# Tần Đức công
Tần Đức công (chữ Hán: 秦德公, 710 TCN-676 TCN), là vị vua thứ 11 của nước Tần - chư hầu nhà Chu trong lịch sử Trung Quốc.
Ông là con thứ hai của Tần Ninh công - vua thứ 8 nước Tần, em ruột Tần Vũ công - vua thứ 10 nước Tần và là anh khác mẹ với Tần Xuất tử - vua thứ 9 nước Tần.
Năm 678 TCN, Vũ công mất, thế tử Doanh Bạch còn nhỏ nên ông được lập lên nối ngôi.
Năm 677 TCN, vua hai nước láng giềng là Lương Bá (một chi dưới của dòng đích nước Tần) và Nhuế Bá đến chầu.
Năm 676 TCN, ông đặt ra quy định về tiết Tam phục. Cùng năm đó Tần Đức công qua đời, thọ 35 tuổi, ở ngôi được 2 năm. Ông sinh được 3 người con trai, người con trưởng lên nối ngôi, tức là Tần Tuyên công.